# La Tirana (Goya)
La Tirana és un oli de Francisco de Goya, pintat entre 1790-1792. Representa una famosa actriu teatral, cèlebre pels seus papers de dolenta.  Es el segon quadre de Goya que va entrar a la Reial Acadèmia de Belles Arts de Sant Ferran, en 1816, regalat per Teresa Ramos, neboda de l'actriu.

## Anàlisi
La dona pintada és l'actriu María del Rosario Fernández, el marit de la qual era també sobrenomenat «el Tirà». En el quadre apareix altiva i amb una mirada superba, amb delicats abillaments. Destaca en especial la bellesa de l'aixovar inferior.
Es tracta del primer dels dos retrats de l'actriu encarregats a Goya; el segon pintat el 1794, pertany a Carlos March. No ha quedat notícia que el pintor fes altres de la Tirana, anomenada així per ser esposa de l'actor Francisco Castellanos.